# Jan Eric Larsson
Jan Eric Gustav Larsson, född 10 juli 1959 i Södertälje, död 30 november 2022, var en svensk professor vid Lunds universitet, Institutionen för Elektro- och Informationsteknik, och verkställande direktör i mjukvaruföretaget Goalart i Lund.
Jan Eric Larsson studerade teknisk fysik vid Lunds tekniska högskola, tog civilingenjörsexamen 1985 och studerade vid Stanford University 1993–1996. 
Han var inspektor för Datatekniksektionen inom TLTH från 1992 med uppehåll för åren 1993–1996. Under åren 2013–2020 var han även inspektor för Kristianstads nation, där han var aktiv under sin studietid. Han närde även ett starkt intresse för kortspelet bridge.